# Torre U de Dortmund
La Torre U de Dortmund (conocida como Dortmunder U en alemán), es un edificio de gran altura construido en 1926 y 1927 como la "bodega de fermentación y almacenamiento" de la Dortmund Union Brewery en el extremo occidental del centro de la ciudad de Dortmund. Desde 2010 ha servido como centro para las artes y la creatividad, albergando entre otras instalaciones el Museo Ostwall.

Logo de la Torre U de Dortmund.

El nombre se deriva del logotipo de la cervecería, que se colocó en la torre principal en 1968 y se restauró por completo en 2008: una "U" de cuatro lados, nueve metros de altura, bañada en oro e iluminada basada en un diseño del arquitecto Ernst Neufert.
Después de la reubicación de la fábrica de cerveza en 1994, solo el edificio protegido, el edificio más famoso del ingeniero y arquitecto de Dortmund Emil Moog, permaneció de los edificios de la empresa. La ciudad de Dortmund adquirió el área en 2007 y convirtió la “Dortmunder U”, anteriormente vacante, en un centro de arte y creatividad como proyecto emblemático de la RUHR.2010 - Capital europea de la cultura. Alberga, entre otras cosas el Museo Ostwall y el Hartware Medienkunstverein.
El director fundador fue Andreas Broeckmann, quien se trasladó a la Universidad de Lüneburg en 2011. En 2017, el estudioso de arte y director general del Centraal Museum de Utrecht, el neerlandés Edwin Jacobs, asumió la dirección de la U, así como la dirección del Museo Ostwall, que se encuentra en la U.

## Historia

### Como edificio de cervecería

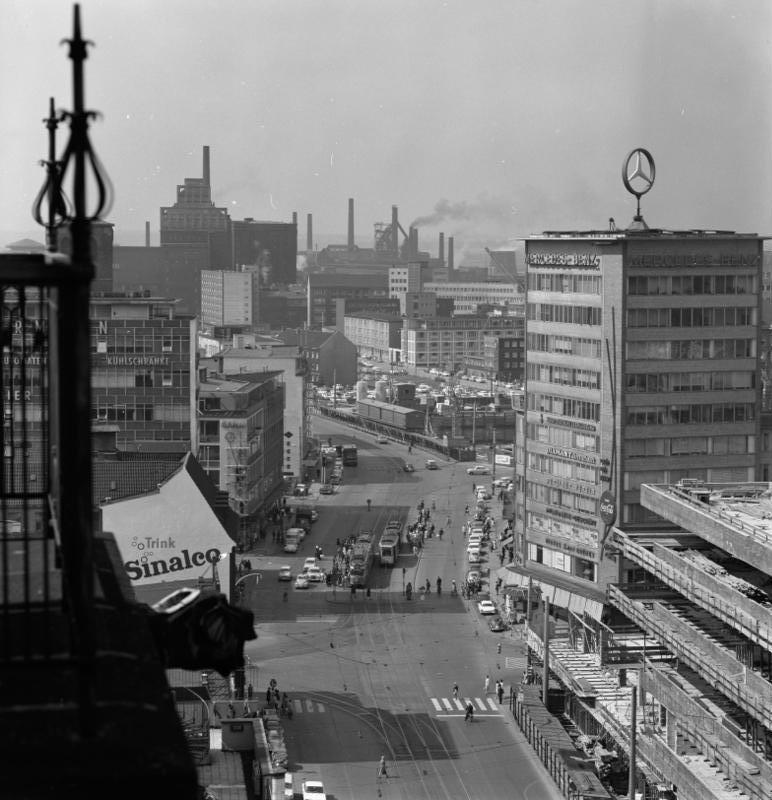
La torre del sótano de gran altura de la Cervecería Union en 1966.

El edificio comercial de siete pisos y 70 metros de altura es estructuralmente un rascacielos. El complejo, aparentemente opuesto a su orientación vertical, llamado bodega de gran altura, cámara frigorífica y bodega de fermentación y almacenamiento, fue construido según los planos del ingeniero y arquitecto de Dortmund Emil Moog, que se especializa en edificios de cervecerías. Después de que comenzara la construcción en abril de 1926, la "torre de la cervecería" se puso en funcionamiento el año siguiente después de solo 14 meses de construcción. Con la nueva instalación de producción, la cerveza todavía se fermentaba en tanques abiertos con baldosas aquí, la cervecería también pudo aumentar su producción en su estrecha ubicación cerca de la ciudad. En 1929 se produjeron por primera vez más de un millón de hectolitros de cerveza. La Dortmund Union Brewery fue en ocasiones la mayor fábrica de cerveza de Alemania Occidental.
El edificio de varias partes se construyó como una estructura de hormigón armado y se levanta sobre 40 pilares. La firma arquitectónica es visible en el edificio puramente funcional en la estructura en forma de celosía de dos niveles en la torre principal.  Según una investigación del cineasta Adolf Winkelmann, quien instaló sus "Flying Pictures" en él después de ser convertido en un "Centro de Arte y Creatividad", el arquitecto instaló focos en los soportes decorativos para evitar que la estructura sin función ya se hubiera iluminado como una "escultura de luz". Desde 1968, la "U" dorada, iluminada, de nueve metros de altura y cuádruple ha sido el logotipo de la gran cervecería para el faro y el carácter emblemático del edificio.
El rascacielos formaba parte de un extenso complejo de edificios que se ha ampliado y renovado muchas veces a lo largo de su existencia.  Después de que la cervecería se trasladó a Lütgendortmund, todos los edificios circundantes fueron demolidos. Brau und Brunnen construyó su nueva oficina central en el sitio, adyacente al rascacielos. Después de la adquisición de Brau & Brunnen por el Grupo Radeberger, el edificio de oficinas ya no era necesario y se vendió a la ciudad de Dortmund en febrero de 2007 con "Dortmunder U" y el páramo circundante por 25,5 millones de euros.

### Renovación y reapertura como centro creativo

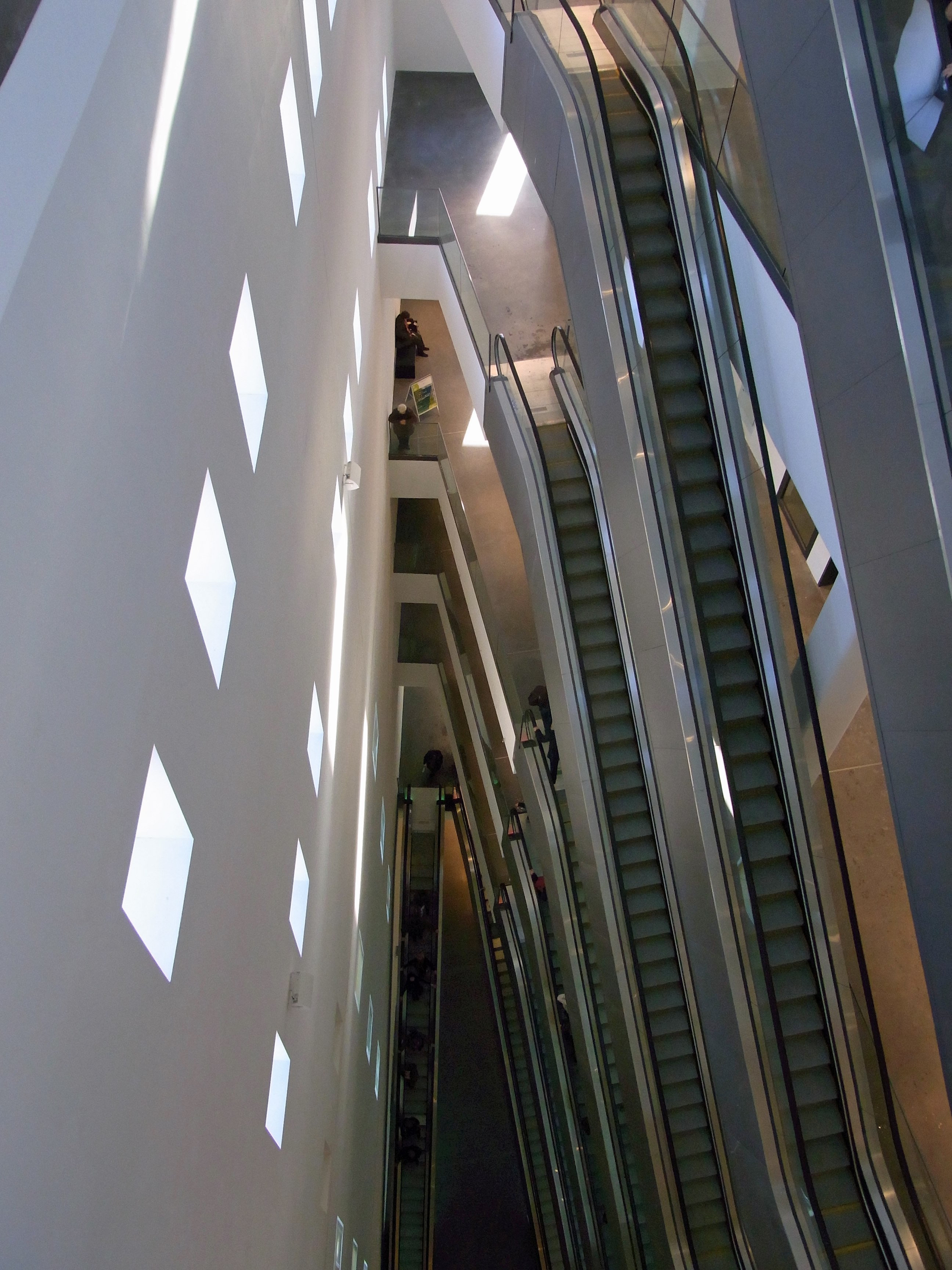
Hueco de escalera.

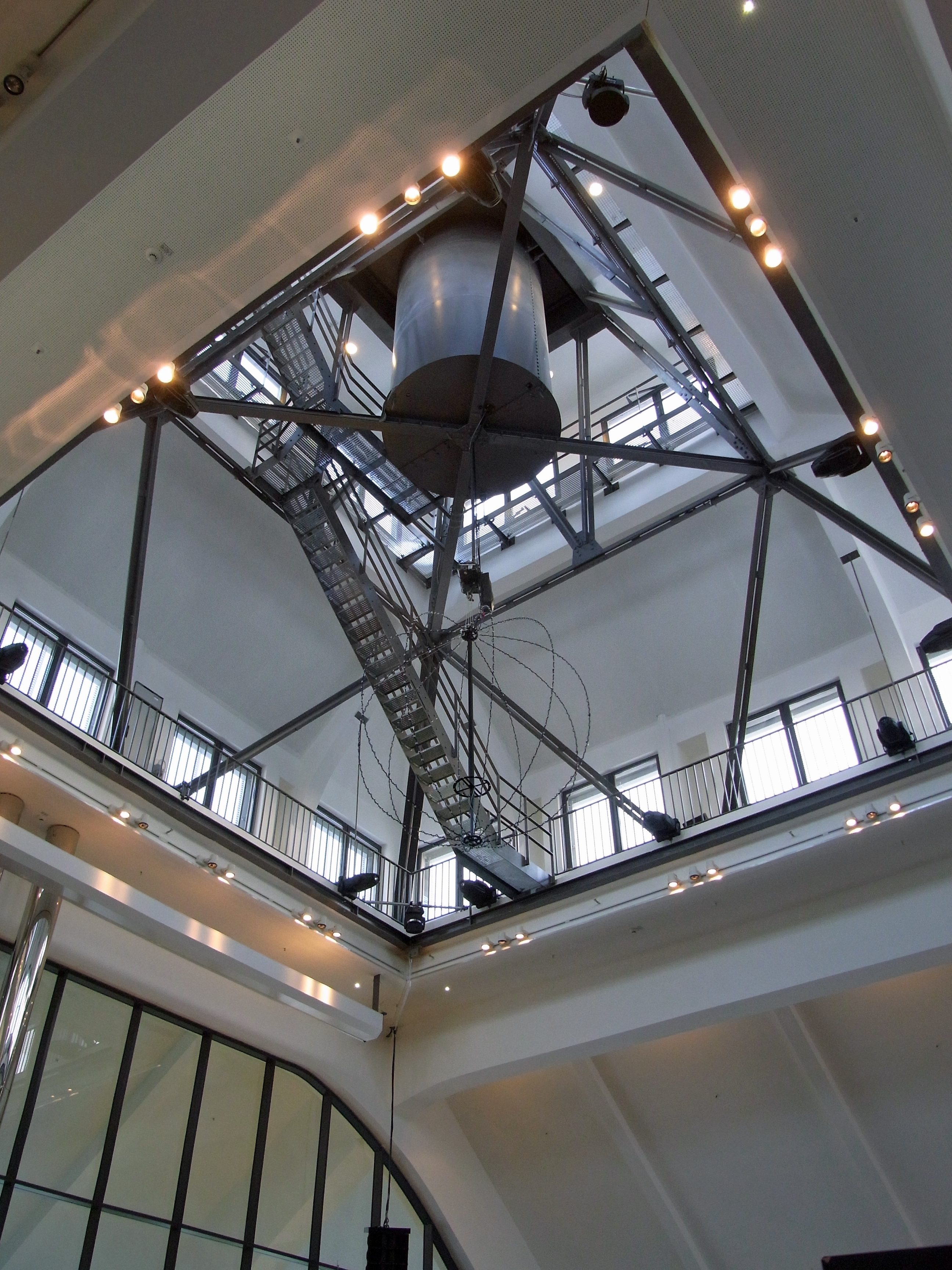
Catedral.

En enero de 2008 se decidió convertir el edificio en un centro para las industrias creativas. El Dortmunder U se incluyó como proyecto del faro de Dortmund en el marco del RUHR.2010 - Capital europea de la cultura. El 26 de febrero de 2008, el gobierno estatal de Renania del Norte-Westfalia aprobó los planes de conversión. El proyecto tenía un coste total de 46 millones de euros, el 50% de los cuales procedían de fondos de la UE, el 20% de fondos del estado de Renania del Norte-Westfalia y el 30% de fondos de la ciudad de Dortmund.
La planificación y ejecución de la conversión estuvo a cargo de la oficina de arquitectura de Dortmund Gerber Architects bajo la dirección general de Eckhard Gerber.
El área frontal de los siete pisos se rompió, de modo que un arte vertical abierto en el interior revela las dimensiones del edificio al visitante y da acceso a los niveles individuales. Los ventanales adjuntos, en el lado oeste en tres pisos, en el cuarto piso como un llamado "salón VIP" y en el norte como una biblioteca de dos pisos, proporcionan luz natural adicional. Una terraza mirador, salas de gastronomía y eventos o exposiciones hacen posible un amplio abanico de usos. Una plaza cubierta se conectará al área de entrada como conexión con el barrio urbano planificado.
Como primer signo visible de la renovación, el hito del edificio se presentó al público el 19 de diciembre de 2008. A las 4:07 p. m., la Dortmunder U, que ahora estaba cubierta con 554 gramos pan de oro, fue iluminada por el entonces alcalde de Dortmund Gerhard Langemeyer y el arquitecto Eckhard Gerber.
El edificio se inauguró parcialmente el 28 de mayo de 2010 como parte de la Capital Europea de la Cultura Ruhr 2010. Dado que surgieron problemas en la construcción del techo y el sótano durante la renovación del edificio histórico, solo alrededor del 40% del complejo estaba terminado cuando se inauguró.
La exposición del Museum Ostwall, que se ha trasladado a la Torre U de Dortmund, ha reabierto el 9 de octubre de 2010.
A los pies del edificio, un nuevo barrio urbano se desarrollará a lo largo de Rheinische Strasse gracias a los impulsos creativos que emanan de los usuarios del edificio. En el este, se está construyendo la Platz von Buffalo, que lleva el nombre de una de las ciudades gemelas de Dortmund.

## Localización

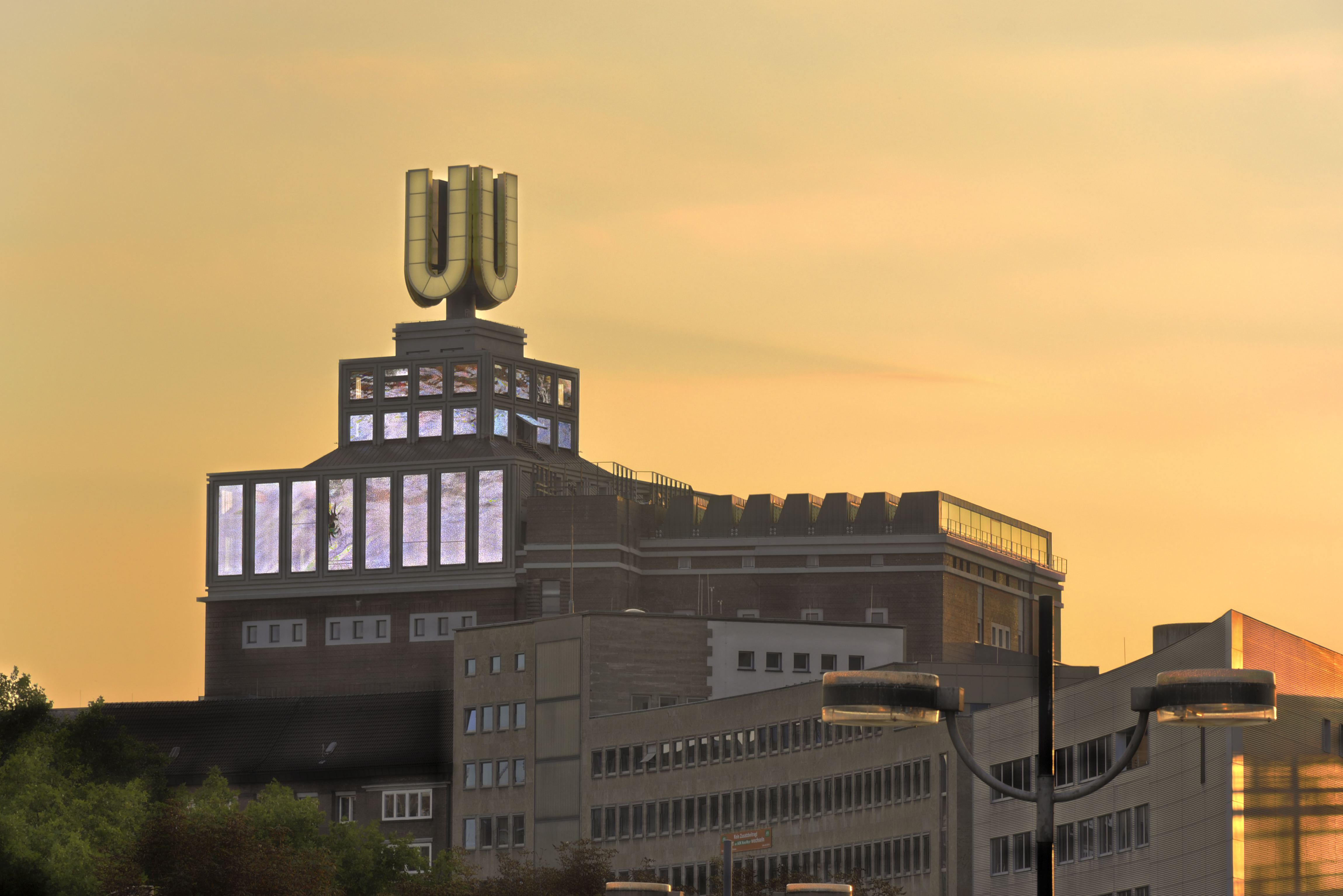
Ubicación de la Torre U de Dortmund en Königswall.

La Torre U de Dortmund se encuentra en Leonie Reygers-Terrasse, que lleva el nombre del director fundador del Museum Ostwall, que también se encuentra en la "Dortmunder U" desde 2010, entre Rheinische Strasse y las vías de la estación central de Dortmund. Es parte de una milla de arte y cultura a lo largo de Königswalls de Dortmund, que se extiende desde el Museo del Fútbol Alemán hasta la Sala de Conciertos de Dortmund.
Se puede llegar a la Dortmund U a pie en 5 minutos desde la estación principal de tren o con la U43, parada "Westentor", con el tren ligero de Dortmund.

## Descripción general del uso del edificio
Desde mayo de 2010, se muestran tres estaciones de la instalación Fliegende Bilder de Adolf Winkelmann en la Torre U de Dortmund. La estación en la parte superior del techo es la primera estación, llamada reloj de imagen de la torre U. Otras estaciones de las imágenes voladoras son el Ruhrpanoramen en el vestíbulo (actualmente (2018) no se puede ver) y en el hueco de la escalera las nueve ventanas verticales artísticas en la vertical.
En el exterior de la estación, en la corona del techo, 1,7 millones de LED de alta intensidad para exteriores, que se asientan sobre 6.000 lamas de LED (alrededor de 200 LED por lama), están montados y unidos a la tecnología especialmente diseñada para el video arte del espectáculo de la torre en U adaptado al día y hora. La salida de luz se ajusta con menos intensidad durante la noche que durante el día. El reloj con imágenes en la corona del techo funciona todos los días desde las 6:00 a. m. hasta la medianoche. Mientras tanto, la hora actual se puede ver en cada página. Cada día tiene su propio motivo, al atardecer, los recuerdos de los motivos de los últimos dos días se hacen evidentes, ya que la experiencia ha demostrado que los visitantes de fuera de la ciudad pueden ver la Torre U en este momento. Aparecen palomas mensajeras a la hora de lunes a viernes, y palomas blancas los fines de semana. En los partidos en casa del Borussia Dortmund se pueden ver figuras de fútbol negras y amarillas. Se reproducen videos especiales en días especiales (Navidad, victorias del octavo remo con base en Dortmund, ataques terroristas, etc.). Dos empleados en el primer piso de la torre U de Dortmund están ocupados monitoreando y controlando la instalación de video durante todo el día. La ciudad paga los gastos de electricidad de unos 80 000 euros anuales.
| Nivel | Uso |
| ----- | --- |
|       | Corona de techo con videoarte de Adolf Winkelmann. |
| 7     | Restaurante, azotea. |
| 6     | Salas de exposición sin asignación fija. |
| 5 4   | Museum Ostwall. |
| 3     | Hartware Medienkunstverein. |
| 2     | Centro de Educación Cultural. |
| 1     | Universidad de Ciencias Aplicadas de Dortmund: Instituto central de investigación para estudios de imágenes en movimiento. Universidad Técnica de Dortmund: Campus de la ciudad |
| 0     | Centro Europeo de Economía Creativa (ECCE) RWE Forum - sala de cine para aproximadamente 200 personas. Vestíbulo con instalación de panoramas del Ruhr.                         |

## Exposiciones (selección)
- Reservas de anhelo - Hartware Medienkunstverein, 1998.[10]
- Encuentros: historia y futuro de la Dortmunder U (inauguración el 8 de mayo de 2010).
- Agentes y provocadores, Hartware Medienkunstverein, del 13 de mayo al 18 de julio de 2010.
- Building Memory, Hartware Medienkunstverein, del 28 de mayo al 15 de agosto de 2010.
- Westend U, Technical University Dortmund/cooperación con el Museum Ostwall, del 9 de julio al 19 de septiembre de 2010.
- Trust, Hartware Medienkunstverein, 31 de julio - 5 de septiembre de 2010.
- Fluxus - ¡arte para TODOS!, Museum Ostwall, del 25 de agosto de 2012 al 6 de enero de 2013.
- Arca de Noé. Sobre animales y seres humanos en el arte, Museum Ostwall, 15 de noviembre de 2014 al 12 de abril de 2015.
- Dieter Roth: Buena mierda.  Obras maestras de Dilettante, Museum Ostwall, del 21 de mayo al 28 de agosto de 2016.
- Pink Floyd: Their Mortal Remains, del 16 de septiembre de 2018 al 10 de febrero de 2019.

## Datos técnicos para la conversión
- 798 toneladas de barras de acero
- Láminas trapezoidales de 458 m²
- 412 perfiles de acero
- 2.693 m³ de hormigón
- 480 km de cables
- Volumen de demolición: 72.000 m³.

## Galería

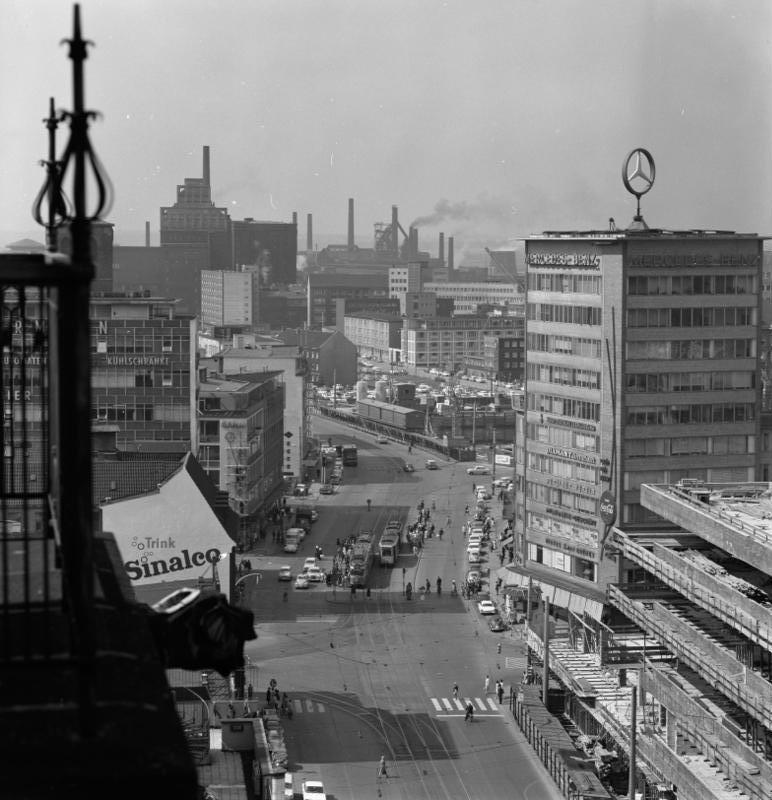
Al fondo la torre en U todavía sin la "U", 1966.
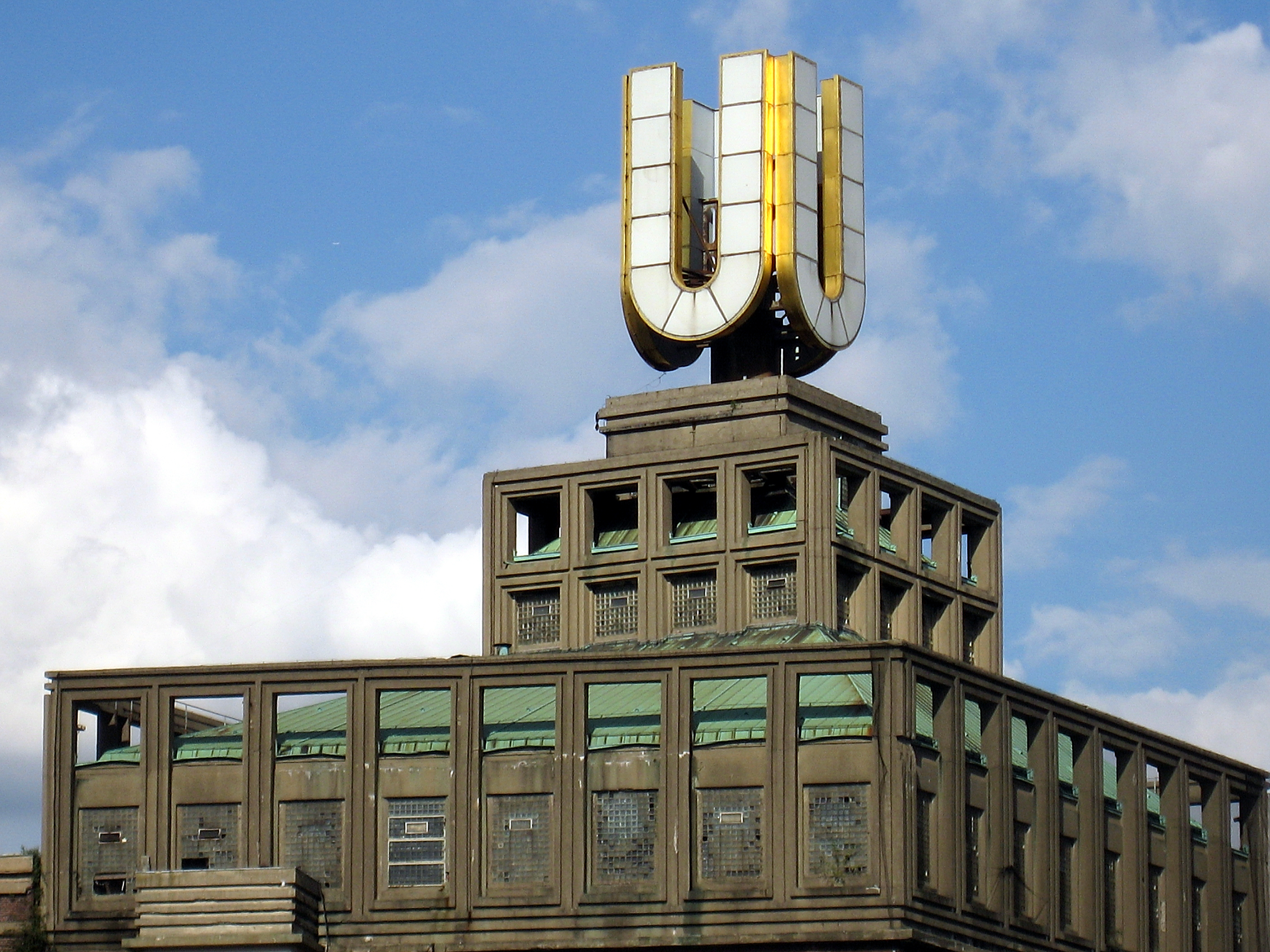
Estructura del techo de la "U" de Dortmund.
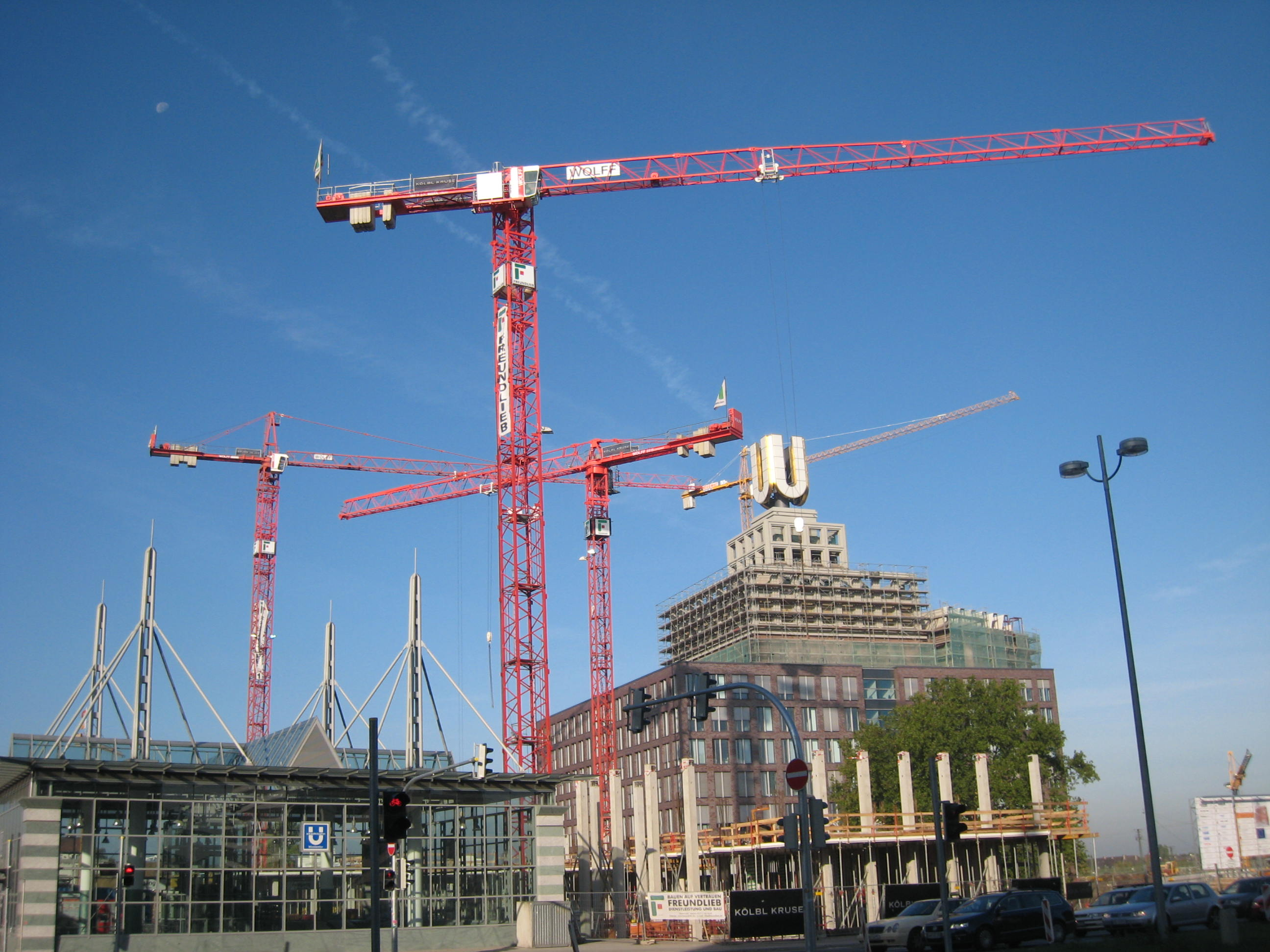
Creación de un nuevo barrio de la ciudad.
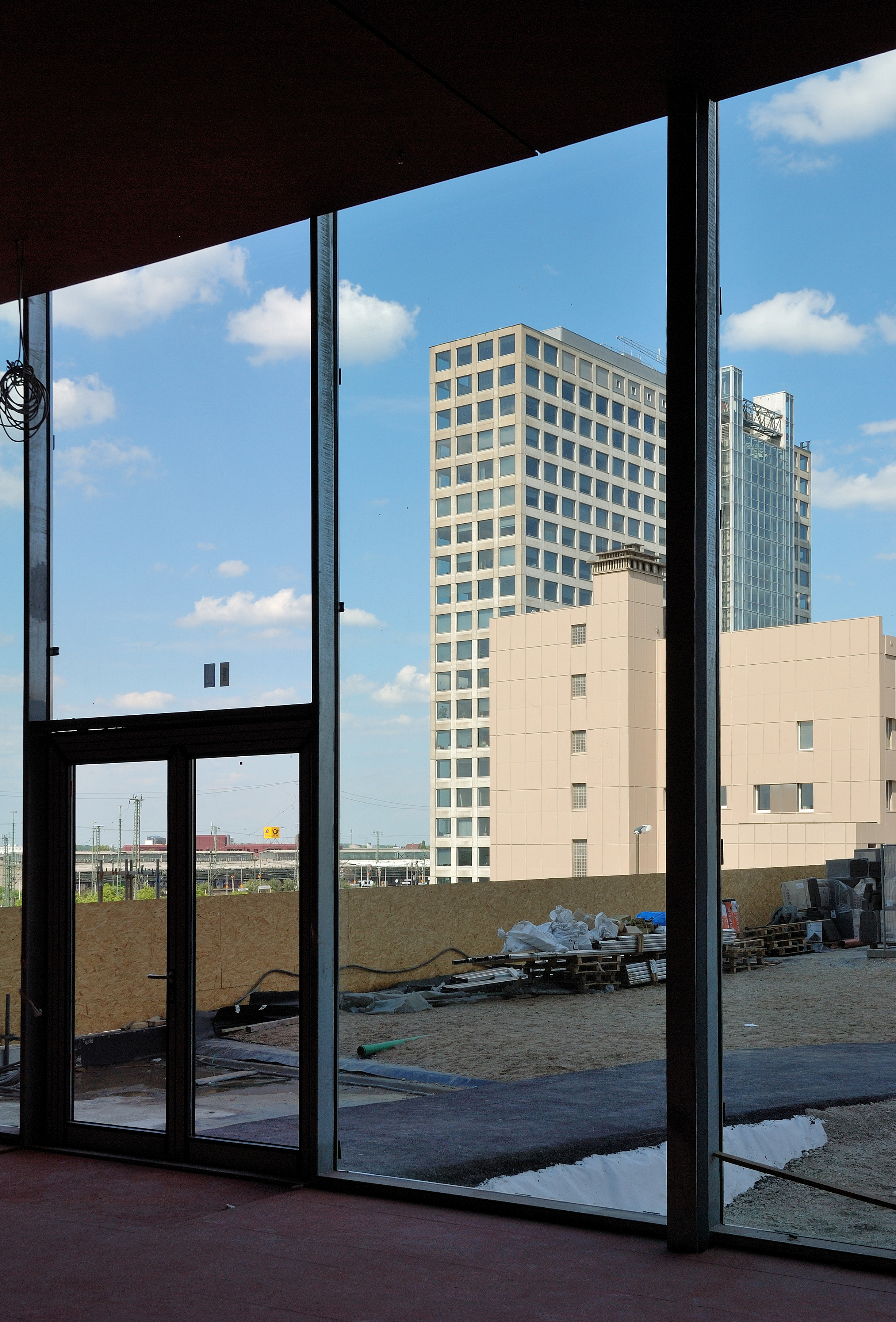
Vista desde el vestíbulo de la Harenberghaus.
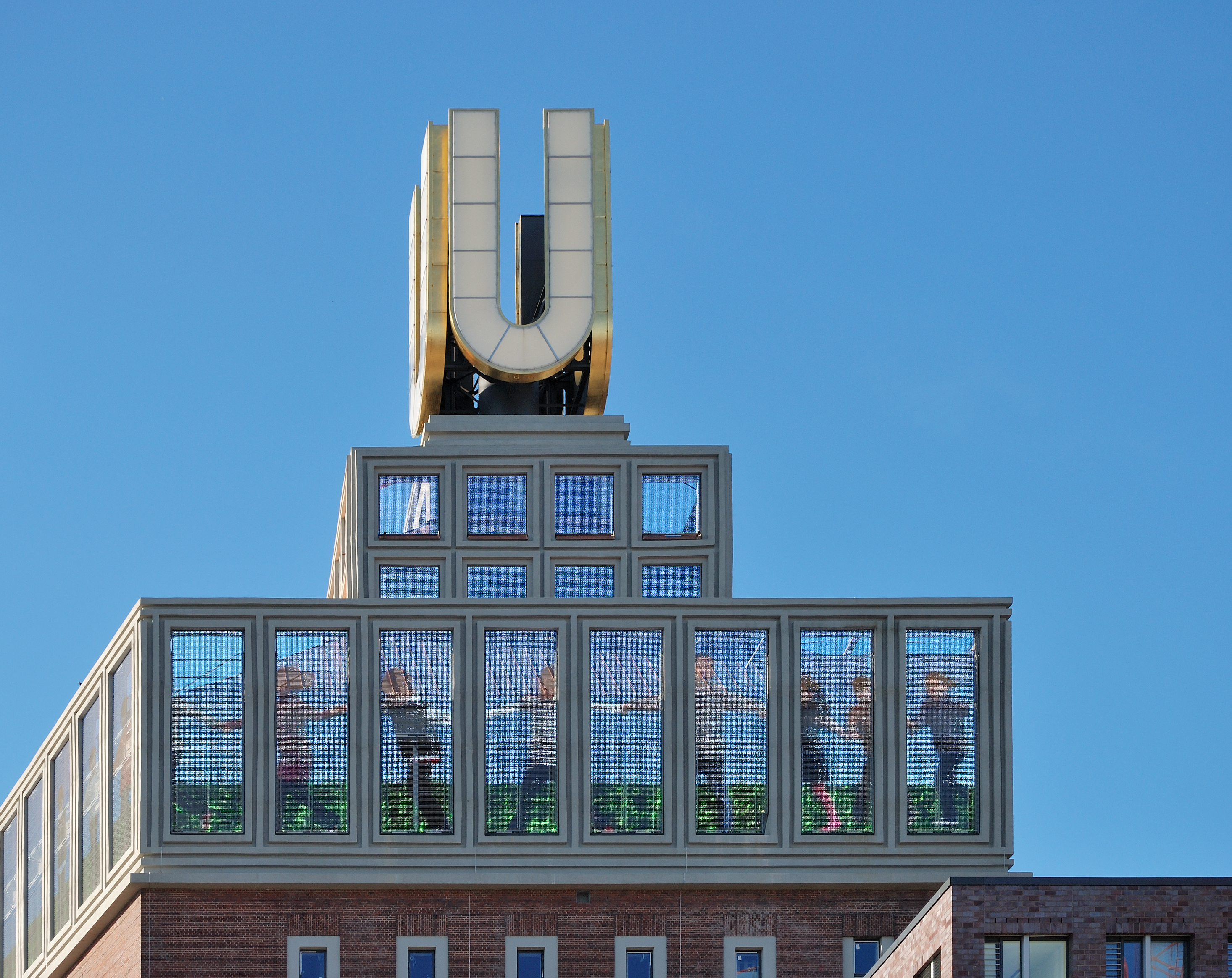
Animación Flying Pictures, 2010.

## Otros
En el mundo paralelo ficticio del cómico web de superhéroes fotografiado Union of Heroes, la torre U de Dortmund es la sede de los héroes. Este fue destruido hace siete años por la Alianza del Mal y espera su reapertura al comienzo de la historia de la Unión de Héroes. Las fotos para celebrar el regreso de la Unión de Héroes a su antiguo lugar de trabajo fueron realizadas durante la inauguración de la Torre U de Dortmund el 18 de diciembre de 2010.

## Literatura
- Andreas Broeckmann (2010). Dortmunder U – Zentrum für Kunst und Kreativität.
- Karl-Peter Ellerbrock: El "Dortmunder U".  De un edificio industrial funcional a un hito de la cultura industrial de Westfalia. Aschendorff Verlag, Münster 2010, ISBN 978-3-402-12832-9.
- Adolf Winkelmann, Jost Krüger: El viaje de Winkelmann a la U.  Henselowsky Boschmann, Bottrop 2011, ISBN 978-3-942094-17-7.